# Derbamont
Derbamont é uma comuna francesa na região administrativa do Grande Leste, no departamento de Vosges. Estende-se por uma área de 6.83 km². Em 2010 a comuna tinha 115 habitantes (densidade: 16,8 hab./km²).